# Tatran Střešovice
Tatran Omlux Střešovice aus dem Prager Stadtteil Střešovice ist der erfolgreichste Unihockeyverein Tschechiens.

## Namensänderungen
- 1993/1994: IBK Forza Tatran
- 1994 bis 2005: TJ Tatran Střešovice
- 2005 bis 2009: FO Tatran Střešovice
- 2009/10: Tatran Střešovice
- 2010 bis 2016: Tatran Omlux Střešovice
- 2016/17: Tatran Střešovice
- seit 2017: Tatran Teka Střešovice

## Erfolge
Männer:
- 16 × Tschechischer Meister: 1994, 1995, 1998, 1999, 2001, 2002, 2003, 2004, 2005, 2006, 2007, 2008, 2010, 2011, 2012 und 2015
- 4 × Tschechischer Vizemeister: 1997, 2000, 2009 und 2014
- 6 × tschechischer Pokalsieger: 2005, 2006, 2007, 2008, 2009 und 2010
- 1 × CzechOpensieger: 1999

Mit 16 Meistertiteln und sechs Pokalsiegen ist Tatran Střešovice sowohl Rekordmeister als auch Rekordpokalsieger.
Frauen:
- 5 × Tschechischer Meister: 1995, 1996, 1997, 1998, 1999
- 4 × Tschechischer Vizemeister: 2002, 2004 und 2005